# Тепловычислитель

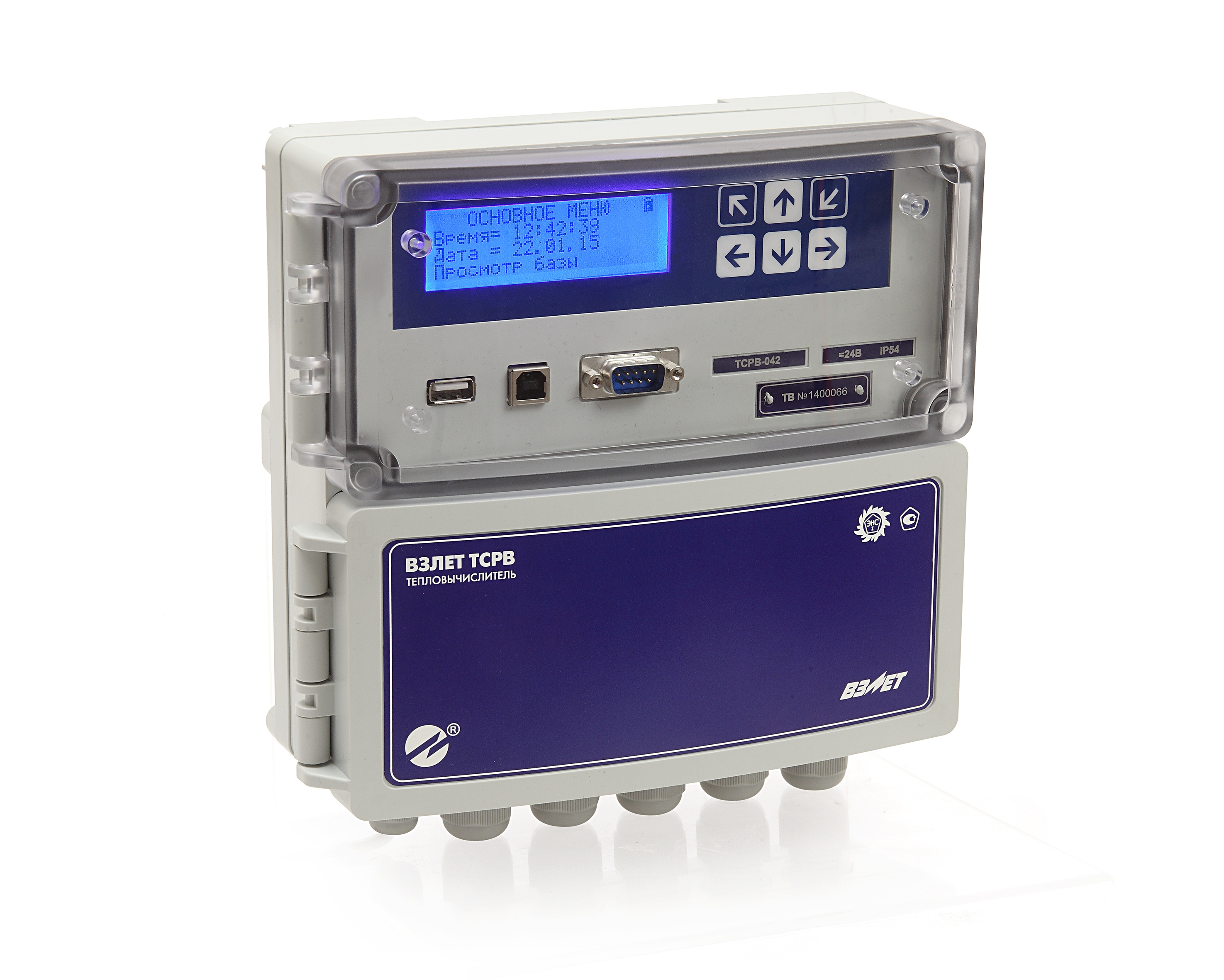
Тепловычислитель

Тепловычислитель — устройство, обеспечивающее расчет количества теплоты на основе входной информации о расходе, температуре и давлении теплоносителя. Как правило, работает в составе комплексного средства измерения (теплосчетчика) в системах отопления, холодного и горячего водоснабжения.
Тепловычислитель получает на входе сигналы датчиков, регистрирующих объём прошедшего по трубопроводу теплоносителя, его температуру, давление и рассчитывает учетные параметры ресурсных затрат за час, сутки и месяц и нарастающим итогом. Для коммунальных нужд регистрация итогов может происходить по нескольким каналам, включающим в себя горячее и холодное водоснабжение, отопление по подающим и обратным трубопроводам. На основе собранных показаний вычисляет количество потреблённой теплоты, воды, время работы, фиксирует различного рода нештатные ситуации.
Тепловычислитель работает в комплексе с расходомерами, преобразователями температуры и преобразователями давления, установленными на каждом трубопроводе. Как компонент средства измерения подлежит соответствующей сертификации.
Тепловычислитель хранит собранные и вычисленные результаты определённое количество времени и позволяет выдавать их в определённом формате в электронном или печатном виде. Прибор, включенный в систему диспетчеризации, передает данные на сервер автоматизированной системы контроля и учета энергоресурсов (АСКУЭ).